# John Sherren Bartlett
John Sherren Bartlett (1790-1863) était  un journaliste américain et patron de journal au XIXe siècle.

## Biographie
Né dans le Dorsetshire en Angleterre, en 1790, suit tout d'abord des études de médecine à Londres et devient chirurgien de marine au service de la Royal Navy, en 1812. Il est alors capturé dans la Caraïbe par les frégates américaines " President" et "Congress" pendant la guerre de 1812 et jeté en prison Boston jusqu'en 1813. À sa sortie, il exerce la médecine dans la ville et épouse une femme de Boston, puis s'installe à New York, où il fonde le 22 juin 1822 le quotidien The Albion, dont il conservera la rédaction en chef jusqu'en 1848, puis crée en 1855 un journal du même type, mais à Boston, The Anglo-Saxon.
Il est entretemps revenu au Pays et a créé à Liverpool, le 30 janvier 1841, The European and General Commercial Intelligence, le premier des journaux transatlantiques. L'année suivante, il écrit au premier ministre britannique pour l'inciter à importer de l'Indian Corn, le maïs américain, pour lutter contre les pénuries alimentaires. Il transforme sa lettre en un livre en 1845.
En 1857, il est nommé consul britannique à Baltimore.